# Battaglia di Festubert
La battaglia di Festubert è stato un attacco portato dall'Esercito inglese nella regione francese dell'Artois sul Fronte occidentale della prima guerra mondiale, iniziato il 15 maggio e continuato fino al 25 maggio 1915.

## Contesto
L'attacco è stato parte della Seconda battaglia dell'Artois e fu lanciato al fine di assistere le truppe francesi nei pressi di Arras, impedendo alle truppe di riserva tedesche di andare in quella direzione.

## Lo scontro
L'attacco fu effettuato dalla 1ª Armata inglese comandata da Sir Douglas Haig contro un saliente tedesco compreso tra Neuve-Chapelle a nord ed il villaggio di Festubert a sud. L'assalto fu pianificato lungo un fronte di tre miglia, e fu inizialmente portato da truppe indiane. Fu il primo attacco notturno portato dagli inglesi durante il conflitto.
La battaglia fu preceduta da un bombardamento di 60 ore da parte di 433 pezzi di artiglieria che spararono circa 100 000 proiettili. Questo bombardamento non riuscì a danneggiare significativamente le linee frontali di difesa della 6ª Armata tedesca, ma l'avanzata iniziale ebbe un iniziale successo grazie alle buone condizioni meteorologiche. L'attacco fu rinnovato il giorno 16, ed entro il 19 la 2ª e 7ª Divisione inglese dovettero ritirarsi con perdite pesanti.
Il giorno 18, la 1ª divisione canadese, aiutata dalla 51st (Highland) Division, rinnovò l'avanzata, ma con poco successo a causa del forte fuoco di sbarramento tedesco. Le forze inglesi quindi si trincerarono sulla nuova linea di fronte sotto una pioggia battente. Sul lato opposto, i tedeschi fecero affluire nuove truppe di riserva per rinforzare le proprie linee.
Dal 20 maggio fino al 25 l'attacco fu portato più volte, risultando nella cattura del villaggio di Festubert. L'avanzata totale fu tuttavia di un solo chilometro, al costo di 16 000 morti.